# 李永谦
李永谦（？—），中华人民共和国政治人物、外交官。
1993年，接替吴嘉森担任中华人民共和国驻布基纳法索大使。1994年，中华人民共和国与布基纳法索断交。1995年11月至1999年7月，擔任駐馬利共和國大使。